# Perdiguero frisón
El perdiguero frisón o perro de muestra de Frisia (en frisón: Stabyhoun o Stabij) es una raza poco común de perro que, al igual que la Wetterhoun, se origina en Frisia, provincia del norte de Holanda.
La primera parte de su nombre probablemente proviene del holandés sta me bij ('estate junto a mí'); la última parte significa 'perro' en idioma frisio. Existen a día de hoy alrededor de unos 3.500 ejemplares de esta raza.

## Imágenes

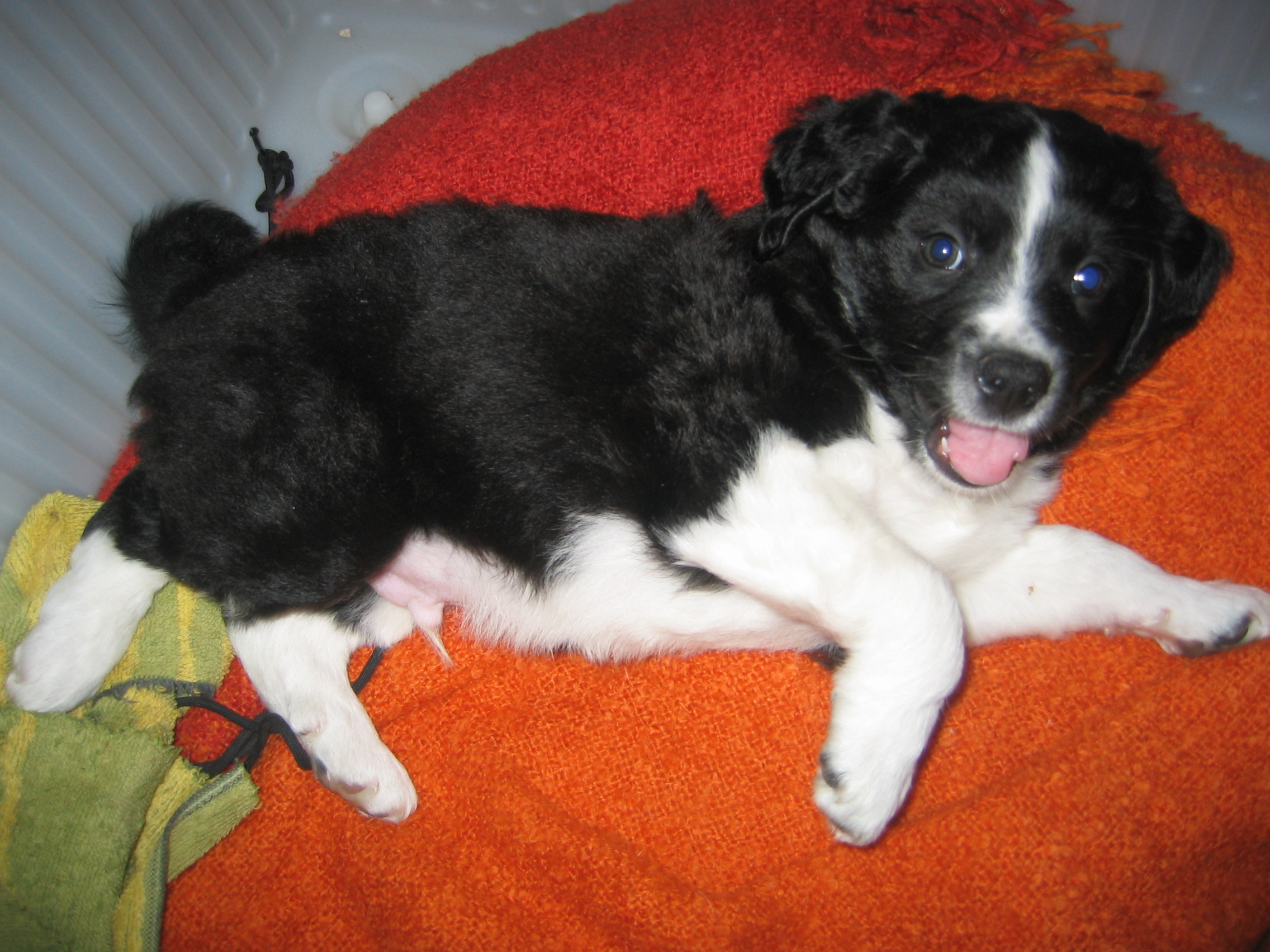
Con 12 semanas
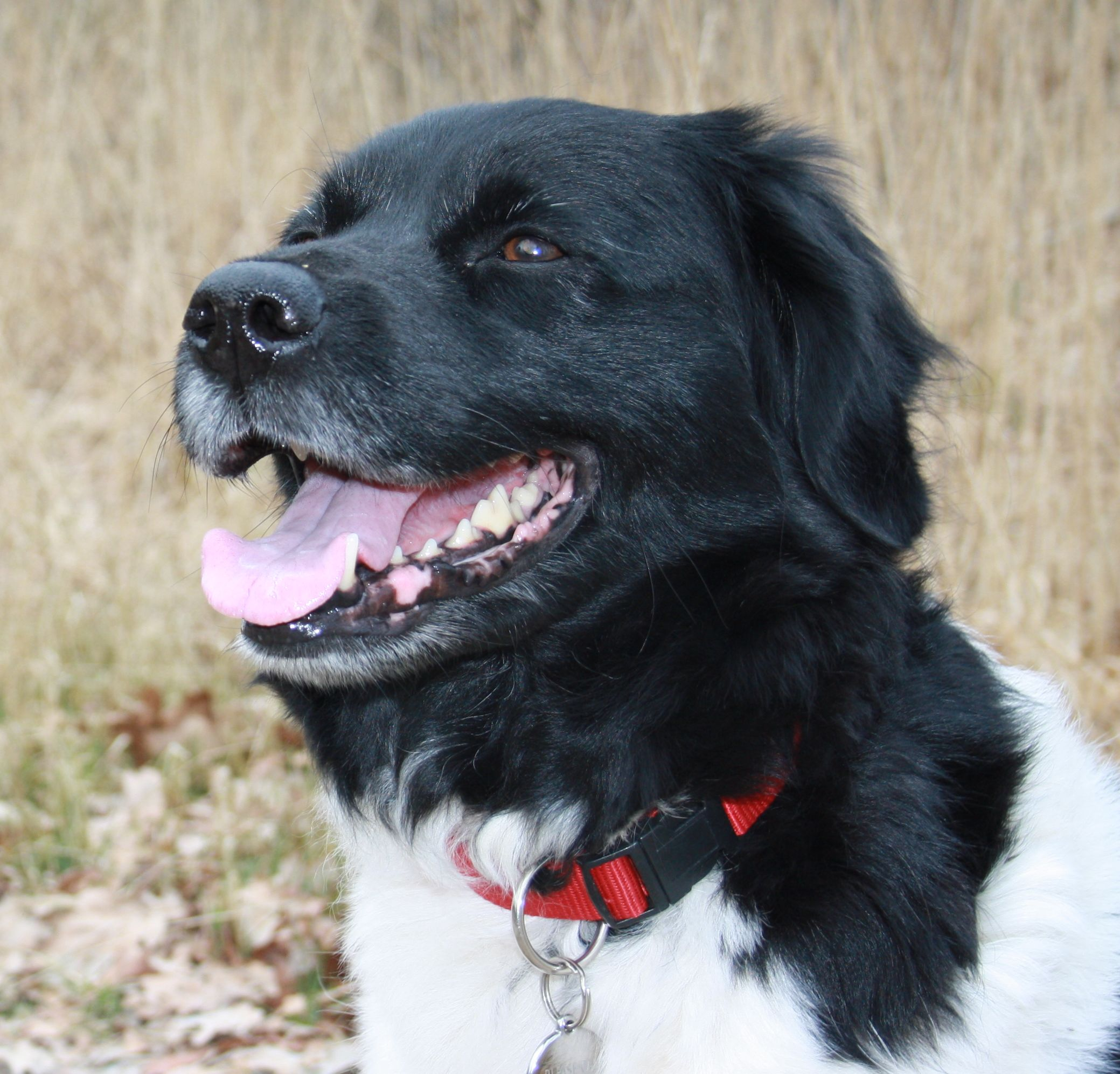
De cerca
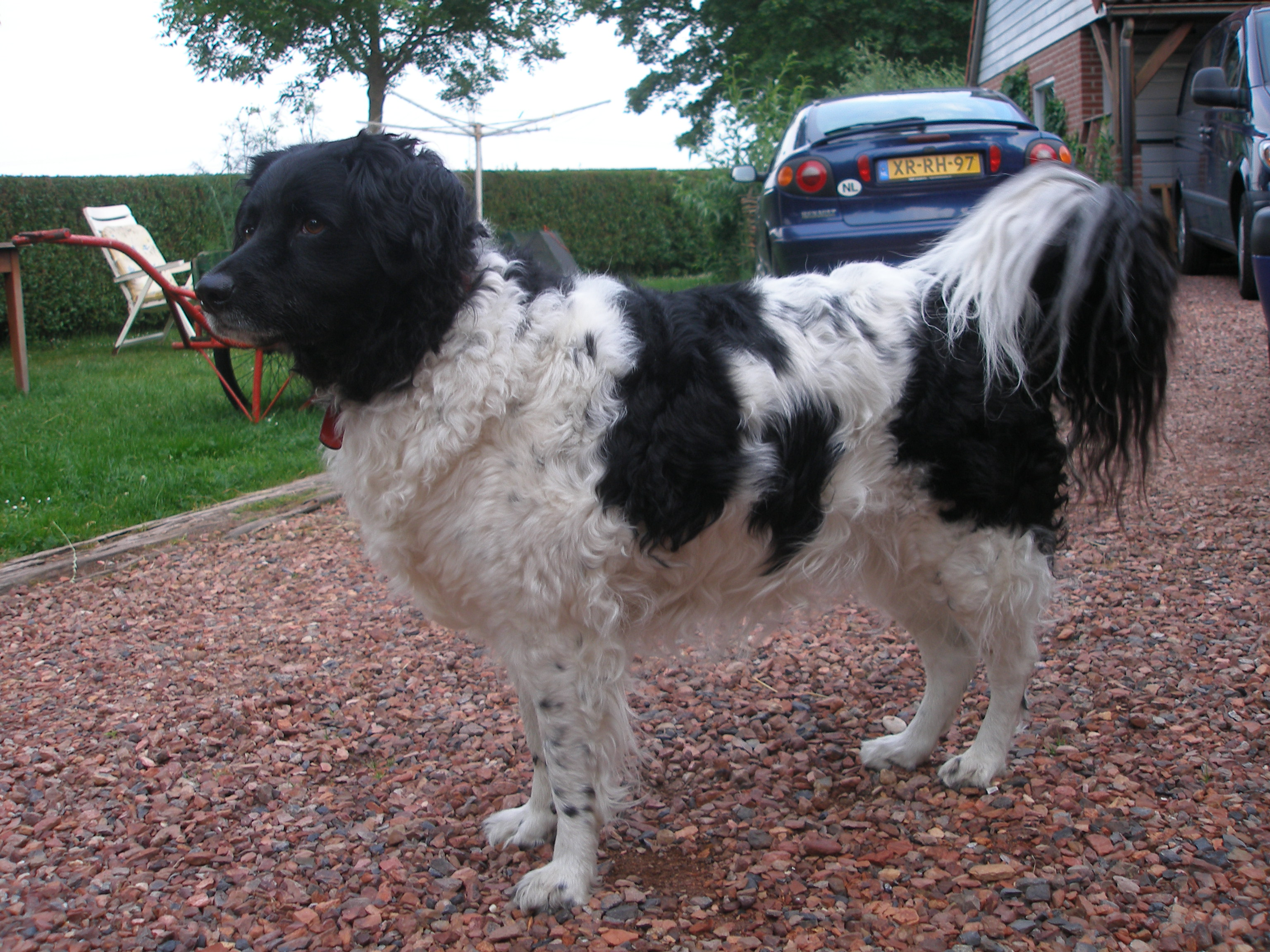
Mezcla Wetterhoun/Stabyhoun
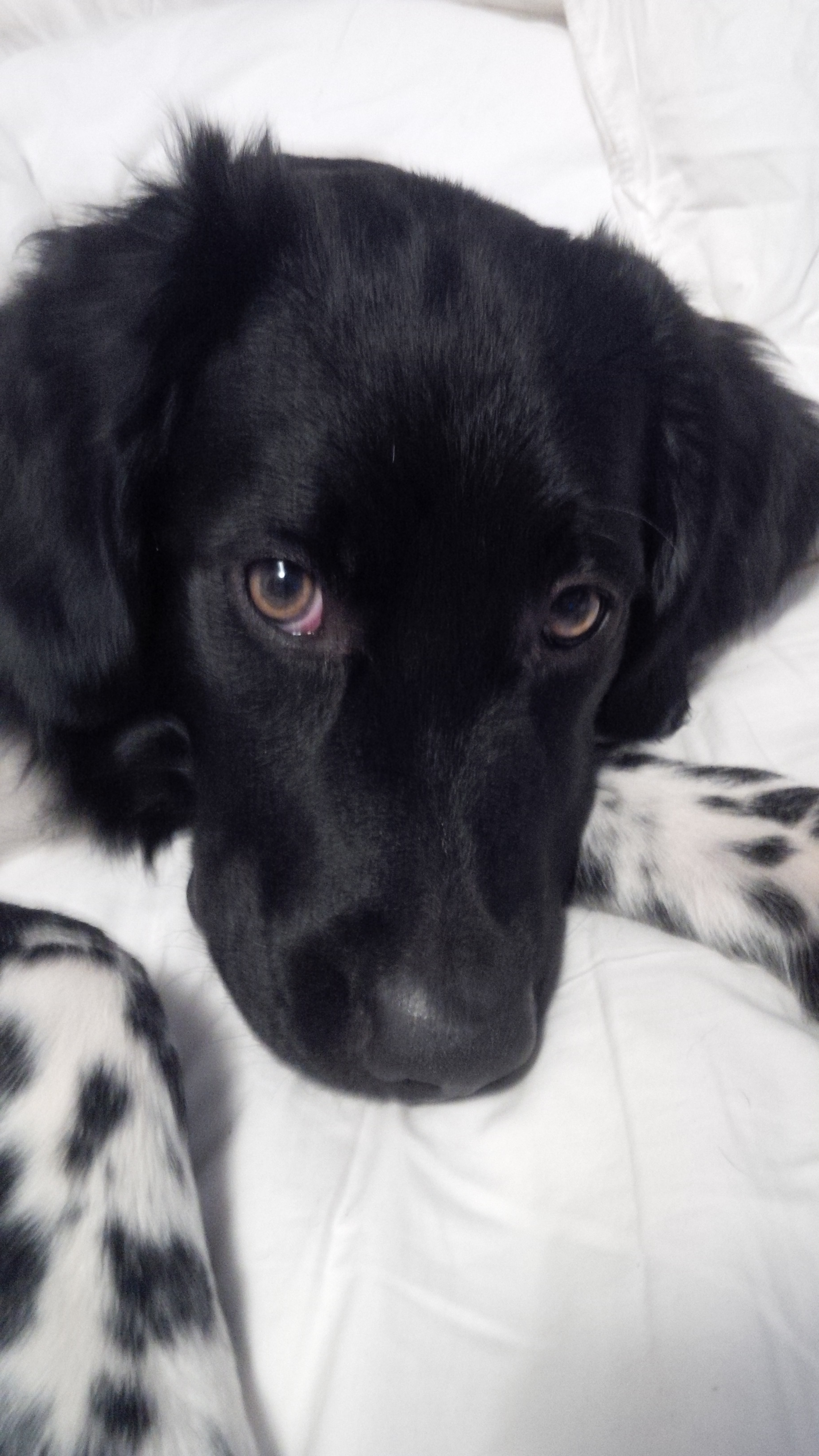
Stabij in de adolescentie

- Datos: Q39192
- Multimedia: Stabyhoun / Q39192